# Eumorpha adamsi
Eumorpha adamsi là một loài bướm đêm thuộc họ Sphingidae. Nó được mô tả bởi Rothschild và Jordan, vào năm 1903, và được tìm thấy ở Venezuela, Brasil, Bolivia và Paraguay but is probably present throughout hầu hết Nam Mỹ.
Con đực có sải cánh 40 mm. Nó giống với Eumorpha translineatus. Con trưởng thành được ghi nhận vào tháng 2.
Ấu trùng có thể ăn Vitis species.